# Grotmaszt
Grotmaszt (ang. Main-mast) – główny maszt na każdym statku wodnym o napędzie żaglowym. Jest nim maszt – jedyny, najwyższy, lub z innych powodów najważniejszy.
- na jednostce z jednym masztem terminu grotmaszt używa się zamiennie z samym określeniem maszt
- na jednostce z dwoma masztami, grotmasztem jest ten wyższy, a jeżeli oba maszty są takie same, to jest to maszt tylny
- na jednostce z trzema masztami – środkowy maszt
- na jednostce z więcej niż trzema masztami – wszystkie maszty prócz pierwszego i ostatniego, i są wtedy numerowane: pierwszy grotmaszt, drugi grotmaszt itd...